# 小樽市立潮見台小学校
小樽市立潮見台小学校（おたるしりつ しおみだいしょうがっこう）は、北海道小樽市新富町にある公立小学校。略称は「潮見台小」または「潮小」。

## 概要
1892年（明治25年）7月、「北海道後志国小樽郡量徳尋常高等小学校潮見台分教場」が開設された。1901年（明治34年）にこの分教場から独立して「潮見台尋常小学校」として開校、この年が開校記念とされている。1949年（昭和24年）4月に「小樽市潮見台小学校」が開校され、1964年（昭和39年）4月に「小樽市立潮見台小学校」と改称された。
1988年（昭和63年）11月には、校内の2階に郷土資料館が併設された。ここでは小樽の歴史、昔の生活や道具、潮見台小の歴史、周辺地域の歴史などの資料が、教育文化遺産として一般開放されている。
2009年（平成21年）には、戦中に「潮見台国民学校」と呼ばれていた時代の児童が描いた百枚以上の図画が、当時の教員である下田恵一（1911年 - 2005年）の自宅より発見され、「当時の児童の作品は日本全国的にも貴重」として、話題となった。同2009年に下田の長男の下田修一により『我らの日記』の題で自費出版された後、翌2010年（平成22年）11月より小樽市総合博物館の企画展「われらの日記 - 昭和16年潮見台国民学校学級絵日記」が開催された。
小樽市内の少子化などを理由とする学校再編、市内の各小学校の閉校に伴い、2012年（平成24年）に量徳小学校、翌2013年（平成25年）には若竹小学校の一部が潮見台小へ統合された。これにより、学校の所在する新富町、校名の潮見台、さらに住吉町、勝納町、若竹町、築港、真栄、信香町、有幌町、若松と、小樽市内の10の町内から児童が登校するに至っている。
2020年度からは、小中学校9年間での学力や体力向上、中1ギャップの解消などを目的として、「子どもたちに未来を生き抜く力を育む教育の推進」を目標に掲げ、小樽市立潮見台中学校（小樽市潮見台1丁目）との小中一貫教育の取り組みが進められている。

## 出身者
- 小林多喜二 - 小樽出身の作家。校内の郷土資料館で、多喜二についての資料も展示されている[5][6]。
- 対馬孝且 - 元日本社会党参議院議員[15]。

## アクセス
- JR南小樽駅[16]
- 北海道中央バス（おたもい営業所）潮見台[16]